# Soplo de vida
Soplo de vida  es una película colombiana de ficción dirigida por Luis Ospina y estrenada el 11 de octubre de 1999 esta película está basada en el guion Adiós a María Félix, escrito por su hermano Sebastián Ospina.

## Argumento
La película trata de cómo Emerson Roque Fierro (Fernando Solórzano), un expolicía que después se convierte en investigador privado, tiene como caso investigar el asesinato de una mujer muy hermosa llamada "Golondrina" ocurrido en un hotel en el centro de Bogotá. A partir de esto él empieza a investigar y se encuentra con una larga lista de hombres un poco exóticos con los que ella tuvo relaciones como lo son; un torero, un político corrupto, un vendedor de lotería y un boxeador. La trama hace que la verdad en toda la historia se oculte al punto de que todos los hombres, incluido "Fierro", sean sospechosos.

## Reparto
- Álvaro Rodríguez
- Felipe Aljure
- Edgardo Román
- César Badillo
- Flora Martinez
- César Mora
- Fernando Solórzano
- Robinson Díaz
- Constanza Duque
- Alejandra Borrero
- César Mora
- Álvaro Ruiz
- Juan Pablo Franco
- Jaime I. Paeres “tatay”
- Frank Beltrán
- Mónica Campo
- Jaime Andrés Uribe
- Rosario Jaramillo
- Yolanda García
- Alejandra Borrero
- Diego León Hoyos
- Hugo Armando
- Virginia López
- Kebin Sneider Martínez
- Simón Ospina
- Rosanna Montoya
- Jimmie Bernal
- Sergio Iragorri
- Juan José Vejarano
- Carlos Guerrero
- Eduardo Ospina
- Lucas Ospina
- Galia Ospina
- Toño Acuña

## Premios Nacionales
| Premio                                                                                 | Año  | Resultado |
| -------------------------------------------------------------------------------------- | ---- | --------- |
| Mejor Guion original                                                                   | 1993 | Ganador   |
| Premio Nacional de Cine, Instituto Colombiano de Cultura                               | 1994 | Ganador   |
| Mejor Guion por votación universitaria Premio Nacional del Cine, Ministerio de Cultura | 2001 | Ganador   |